# 41-ша паралель південної широти
41-ша паралель південної широти — лінія широти, що лежить на 41 градус південніше земної екваторіальної площини. Вона проходить через Атлантичний океан, Індійський океан, Австралазію, Тихий океан та Південну Америку.
На цій широті під час літнього сонцестояння сонце видно 15 годин 8 хвилин, а під час зимового сонцестояння — 9 годин 13 хвилин.

## Список географічних об'єктів, що перетинає 41° пд. ш.
Починаючи з Гринвіцького меридіану та рухаючись на схід, 41-ша паралель південної широти проходить через:
| Координати                                                   | Країна, територія або море | Примітки                                             |
| ------------------------------------------------------------ | -------------------------- | ---------------------------------------------------- |
| 41°0′ пд. ш. 0°0′ сх. д. / 41.000° пд. ш. 0.000° сх. д.      | Атлантичний океан          |                                                      |
| 41°0′ пд. ш. 20°0′ сх. д. / 41.000° пд. ш. 20.000° сх. д.    | Індійський океан           |                                                      |
| 41°0′ пд. ш. 144°37′ сх. д. / 41.000° пд. ш. 144.617° сх. д. | Австралія                  | Проходить через Тасманію                             |
| 41°0′ пд. ш. 145°45′ сх. д. / 41.000° пд. ш. 145.750° сх. д. | Індійський океан           | Бассова протока                                      |
| 41°0′ пд. ш. 146°59′ сх. д. / 41.000° пд. ш. 146.983° сх. д. | Австралія                  | Проходить через Тасманію                             |
| 41°0′ пд. ш. 148°20′ сх. д. / 41.000° пд. ш. 148.333° сх. д. | Тасманове море             |                                                      |
| 41°0′ пд. ш. 172°6′ сх. д. / 41.000° пд. ш. 172.100° сх. д.  | Нова Зеландія              | Проходить через Південний острів                     |
| 41°0′ пд. ш. 173°0′ сх. д. / 41.000° пд. ш. 173.000° сх. д.  | Тихий океан                | Тасманова затока[en]                                 |
| 41°0′ пд. ш. 173°45′ сх. д. / 41.000° пд. ш. 173.750° сх. д. | Нова Зеландія              | Проходить через Південний острів                     |
| 41°0′ пд. ш. 174°13′ сх. д. / 41.000° пд. ш. 174.217° сх. д. | Тихий океан                | Протока Кука                                         |
| 41°0′ пд. ш. 174°56′ сх. д. / 41.000° пд. ш. 174.933° сх. д. | Нова Зеландія              | Проходить через Північний острів Веллінгтон          |
| 41°0′ пд. ш. 176°7′ сх. д. / 41.000° пд. ш. 176.117° сх. д.  | Тихий океан                |                                                      |
| 41°0′ пд. ш. 73°56′ зх. д. / 41.000° пд. ш. 73.933° зх. д.   | Чилі                       | Лос-Лагос – проходить через озеро Льянкіуе           |
| 41°0′ пд. ш. 71°52′ зх. д. / 41.000° пд. ш. 71.867° зх. д.   | Аргентина                  | Неукен – проходить через озеро Науель-Уапі Ріо-Негро |
| 41°0′ пд. ш. 65°11′ зх. д. / 41.000° пд. ш. 65.183° зх. д.   | Атлантичний океан          | Затока Сан-Матіас[en]                                |
| 41°0′ пд. ш. 64°14′ зх. д. / 41.000° пд. ш. 64.233° зх. д.   | Аргентина                  | Ріо-Негро                                            |
| 41°0′ пд. ш. 62°38′ зх. д. / 41.000° пд. ш. 62.633° зх. д.   | Атлантичний океан          |                                                      |